# Fremd im eigenen Land (Album)
Fremd im eigenen Land ist das dritte Soloalbum des deutschen Rappers Fler. Dieses wurde am 25. Januar 2008 über das Label Aggro Berlin veröffentlicht.

## Hintergrund
Der Albumtitel wurde erst wenige Wochen vor der Erscheinung publiziert. Zuvor waren zahlreiche Titel wie „Weiße Wut“, „Kugelsicherer Jugendlicher“ und „Das Weiße Album“ von Fler in Umlauf gebracht worden. Seine letztendliche Wahl fiel auf „Fremd im eigenen Land“. Dies wurde von Fler wie folgt begründet: „Fremd im eigenen Land hat letztendlich am besten gepasst, gerade in Abstimmung mit der ersten Single Deutscha Bad Boy. Dieses Deutsch Ding ist einfach mein Ding. Das ist auch bewusst von mir gewählt, weil ich es auf dem letzten Album vernachlässigt habe.“ Der Titel ist an den 1992 erschienenen Tonträger „Fremd im eigenen Land“ der Hip-Hop-Gruppe Advanced Chemistry angelehnt.

## Titelliste
| #   | Titel                  | Gastmusiker          | Produzent      | Länge |
| --- | ---------------------- | -------------------- | -------------- | ----- |
| 1.  | Intro                  |                      |                | 0:27  |
| 2.  | Berlin                 |                      | Shuko          | 3:36  |
| 3.  | Deutscha Bad Boy       |                      | DJ Desue       | 3:23  |
| 4.  | Mein Jahr              | Nadja Benaissa       | DJ Desue       | 3:35  |
| 5.  | Fler vs. Frank White   | Patrice              | Djorkaeff      | 2:44  |
| 6.  | Alles was ich brauch   |                      | Djorkaeff      | 3:52  |
| 7.  | Warum bist Du so?      |                      | Goofiesmackerz | 4:03  |
| 8.  | Chefsache              | Sido                 | Djorkaeff      | 3:21  |
| 9.  | Hurensohn Skit 1       |                      |                | 0:30  |
| 10. | Pass auf               | Godsilla und She Raw | Djorkaeff      | 3:05  |
| 11. | Ich bin Deutscha       |                      | DJ Desue       | 3:38  |
| 12. | Wie wir sind           | MC Bogy              | Djorkaeff      | 3:06  |
| 13. | Mein Mädchen           |                      | Djorkaeff      | 3:35  |
| 14. | Hurensohn Skit 2       |                      |                | 0:37  |
| 15. | Nacht und Nebel Aktion | Godsilla             | Djorkaeff      | 3:16  |
| 16. | Roll auf Chrome        | B-Tight              | DJ Desue       | 4:43  |
| 17. | Ghettodrama            |                      | DJ Desue       | 3:41  |
| 18. | Clubbanger             | Massiv               | Shuko          | 4:12  |
| 19. | Ich kann dich sehen    | Shizoe               | Shuko          | 4:13  |

| #  | Titel                                           | Gastmusiker | Produzent | Länge |
| -- | ----------------------------------------------- | ----------- | --------- | ----- |
| 1. | Therapie                                        | Sido        | DJ Desue  | 3:08  |
| 2. | Geld oder tot                                   | Godsilla    | Djorkaeff | 3:03  |
| 3. | Nutte bounce                                    |             | Djorkaeff | 3:00  |
| 4. | Südberlin Maskulin (DJ Ilan Beat + neue Lyrics) | Godsilla    | DJ Ilan   | 5:12  |
| 5. | Was weisst du schon?                            |             | DJ Desue  | 4:02  |
| 6. | Alles meins                                     | Godsilla    | Djorkaeff | 3:42  |
| 7. | Mein Sound                                      |             | DJ Sweap  | 3:12  |

| #  | Titel                           | Gastmusiker | Produzent | Länge |
| -- | ------------------------------- | ----------- | --------- | ----- |
| 1. | Das Problem                     | Godsilla    | Djorkaeff | 2:52  |
| 2. | Geld                            |             | Djorkaeff | 3:04  |
| 3. | Berlin (Instrumental)           |             |           |       |
| 4. | Ich bin Deutscha (Instrumental) |             |           |       |

## Songinfos
Mit Fler vs. Frank White befindet sich ein Battle-Track auf dem Album, in dem Fler seine zwei Alter Egos gegeneinander antreten lässt. Unter dem Pseudonym Frank White trat Fler auf dem ersten Teil von Carlo Cokxxx Nutten in Erscheinung. Patrice Bouédibéla moderiert den lyrischen Wettkampf.
Der Titel Südberlin Maskulin (Premium Edition) ist eine Anspielung auf die Rapgruppe Westberlin Maskulin, die aus den beiden MCs Kool Savas und Taktloss bestand. 2008 haben Fler und Godsilla ein Album als Südberlin Maskulin veröffentlicht.
In Berlin charakterisiert Fler seine Stadt, indem er sie in die Teile Süd-, Ost- und Westberlin unterteilt. In diesem Track beschreibt er die Gegend und ihr Umfeld. Die Tätigkeiten dort werden etwas überspitzt und übertrieben dargestellt.

## Gastbeiträge

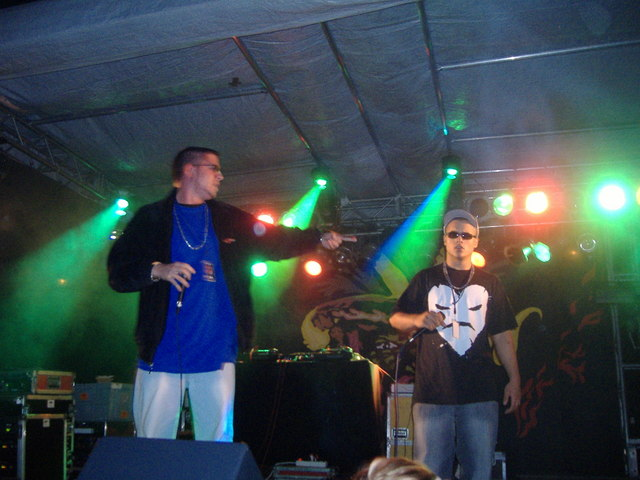
Rapper Godsilla

An der Entstehung von Fremd im eigenen Land waren einige Gastmusiker beteiligt. Von Flers Labelkollegen beteiligen sich Sido und B-Tight an dem Album. Außerdem ist der Berliner Godsilla auf zwei Liedern der Standard-Version und zusätzlich auf drei Stücken der Premium-Edition und einem Stück der Mzee.com-Edition zu hören. Fler war zuvor auf Godsilla drittem Studioalbum City of God vertreten und kündigte nach der Veröffentlichung von Fremd im eigenen Land ein gemeinsames Album mit dem bei I Luv Money Records unter Vertrag stehenden Rapper an.
Weitere Gastbeiträge wurden von den Rappern MC Bogy und Massiv sowie dem Sänger Shizoe und She-Raw beigesteuert. Des Weiteren beteiligte sich die No-Angels-Sängerin Nadja Benaissa an dem Album. Sie ist auf dem Musikstück Mein Jahr zu hören.
Ein angekündigtes Lied mit Frauenarzt mit dem Titel Condome wurde vom Album entfernt. Auf dem Aufkleber der Premium-Edition wird auf den Gastbeitrag von Frauenarzt hingewiesen.

## Produktion
An der Produktion von Fremd im eigenen Land waren sechs Hip-Hop-Musiker beteiligt. Djorkaeff ist mit den meisten Produktionen vertreten. Er produzierte die Lieder Fler vs. Frank White, Alles was ich brauch, Chefsache, Pass auf, Wie wir sind, Mein Mädchen und Nacht und Nebel Aktion auf der Standard-Version sowie die Musikstücke Geld oder tot, Nutte bounce und Alles meins auf der Premium-Edition. Außerdem stammen die Beats zu den Liedern Geld und Das Problem, welche auf der Mzee-Version zu finden sind, von Djorkaeff. Ebenfalls einen großen Anteil an der Produktion des Albums hatte DJ Desue. Der Hip-Hop-Musiker ist verantwortlich für die Beats der Stücke Deutscha Bad Boy, Mein Jahr, Ich bin Deutscha, Roll auf Chrome, Ghettodrama, Therapie und Was weißt du schon. Das Produzenten-Duo Goofiesmackerz sind mit einer Produktion vertreten. Diese ist dem Lied Warum bist du so? zuzuordnen. Ebenfalls ein Stück wurde von DJ Ilan produziert. Dieses ist Südberlin Maskulin. Des Weiteren ist Shuko mit drei Produktionen vertreten. Er ist für die Lieder Berlin, Clubbanger und Ich kann dich sehen verantwortlich. Außerdem ist auf der Premium-Edition das von DJ Sweap und DJ Pfund 500 produzierte Stück Mein Sound zu finden. Dieses erschien bereits kurz zuvor auf dem Mixtape Wir nehmen auch €uros, welches ebenfalls über Aggro Berlin veröffentlicht wurde.
Die Abmischung der Lieder erfolgte durch DJ Desue. Die einzige Ausnahme ist das Stück Ich kann dich sehen. Dieses wurde von Dan abgemischt. Das Mastering des Tonträgers erfolgte durch Brian Gardner Mastering in Kalifornien.

## Illustration
Das Cover zeigt ein Porträt von Fler, welcher eine schwarze Lederjacke trägt und seine Kapuze hochgezogen hat. Der Hintergrund deutet eine Stadt bei Nacht an, welche mit verschwommenen Lichtern durchzogen ist.
Die Art Direction übernahm Aggro Berlin-Chef Specter. Florian Wörner und Axel Roschlock sind für die im Booklet zu sehenden Fotos verantwortlich.

## Rezeption

### Kontroverse
Wie schon bei Neger Neger, einem Album seines Labelkollegen B-Tight, kritisierte der Verein Brothers Keepers die Vermarktung des Albums. Fler wurde vorgeworfen Käuferschichten am rechten Rand zu bedienen, statt einen Diskurs über das Thema zu entfachen.

„Fler hätte - wenn er sich das Thema schon zu Eigen macht - aufgrund seines Umfeldes durchaus das Potential, die Diskussion in eine Richtung zu lenken, bei der sich die rechte Ecke Deutschlands nicht unbedingt angesprochen und bestätigt fühlt.“

Der ehemalige Advanced-Chemistry-Rapper Torch sieht in der Namensgebung einen Affront gegen sein Lebenswerk. Er wirft Fler Respekt- und Anstandslosigkeit vor.

### Kritiken
| Professionelle Bewertungen | Professionelle Bewertungen |
| -------------------------- | -------------------------- |
| Kritiken                   |                            |
| Quelle                     | Bewertung                  |
| laut.de                    | [ 5 ]                      |
| rappers.in                 | [ 6 ]                      |

Die Redakteure der Internetseite Laut.de bewerteten Fremd im eigenen Land mit drei von möglichen fünf Bewertungspunkten. Dabei attestierte die zuständige Autorin Dani Fromm dem Rapper eine starke „reim- wie flowtechnische“ Steigerung. Des Weiteren werden die Instrumentierung des Stücks Warum bist du so? und die Idee zu Fler vs. Frank White als gelungen hervorgehoben. Negativ sieht Fromm die bewusst erzeugte Kontroverse in den Liedern Ich bin Deutscha und Deutscha Bad Boy, in denen Fler auf Aspekte des Ariertums anspielt.

„Auf tadellosen bis prächtig finsteren Beats von Djorkaeff, Desue und Shuko errichtet Fler ansonsten die bekannten düsteren Fassaden aus Prollgehabe und Gewalttätigkeit. Garniert wird dies mit willigen Schlampen, dicken Schlitten und mehr oder weniger uninteressanten Featuregästen, von denen erstaunlicherweise ausgerechnet ein völlig durchgeknallter Massiv in "Clubbanger" den einzigen bleibenden Eindruck hinterlässt.“

## Kommerzieller Erfolg
Die erste Single Deutscha Bad Boy konnte auf Platz 16 der deutschen Single-Charts einsteigen. In der zweiten Woche belegte das Lied Platz 31 der Hitparade.
In der ersten Woche landete das Album auf Platz #7 der deutschen Alben-Charts. In der nächsten Woche ist es auf Platz 28 abgefallen. Insgesamt blieb es sechs Wochen in den deutschen Top-100.
Die zweite Single Warum bist du so? erschien am 29. Februar 2008. Sie erreichte Platz #61 der Single-Charts und blieb drei Wochen in den Top-100.

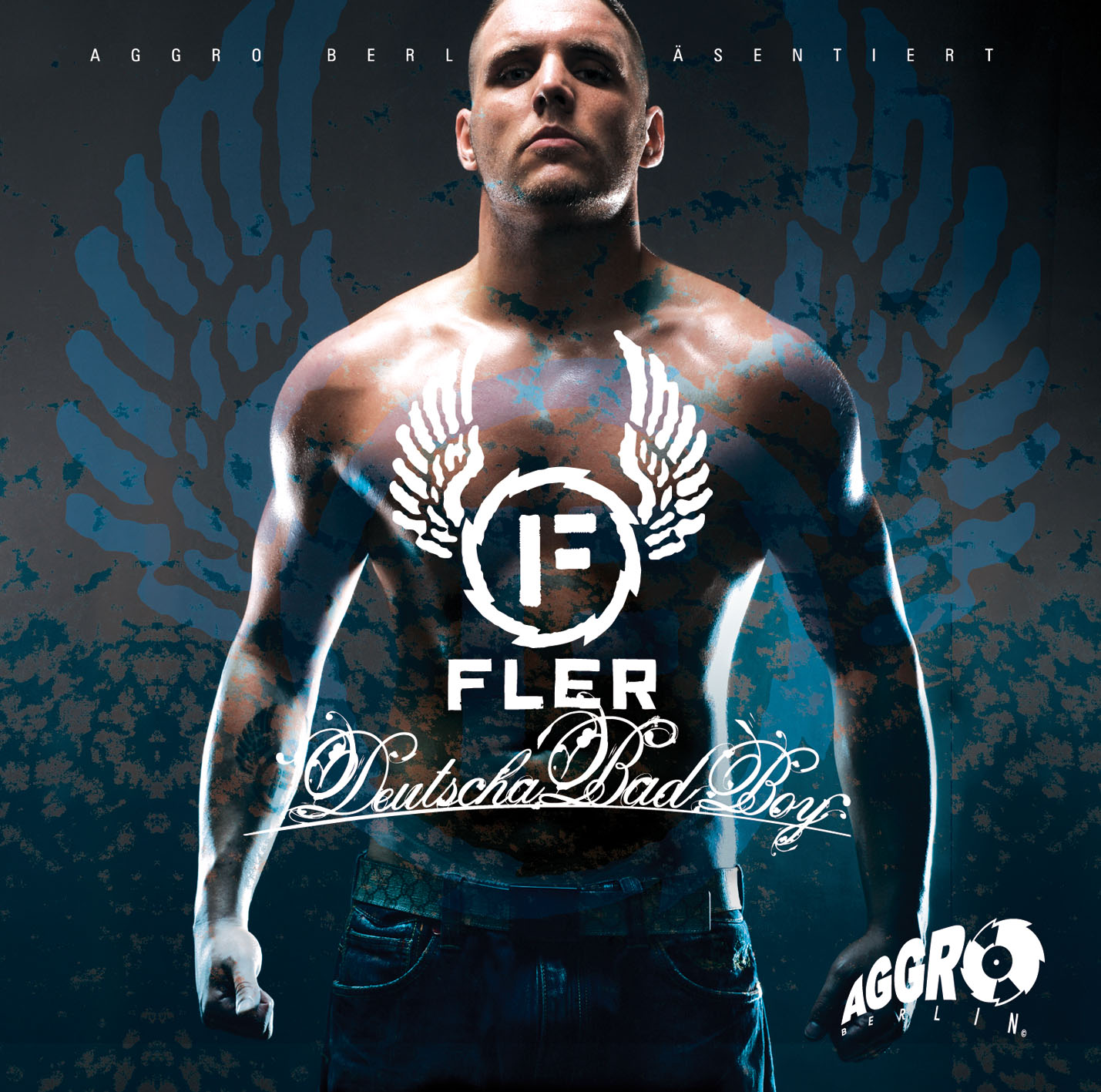
Cover der Single „Deutscha Badboy“
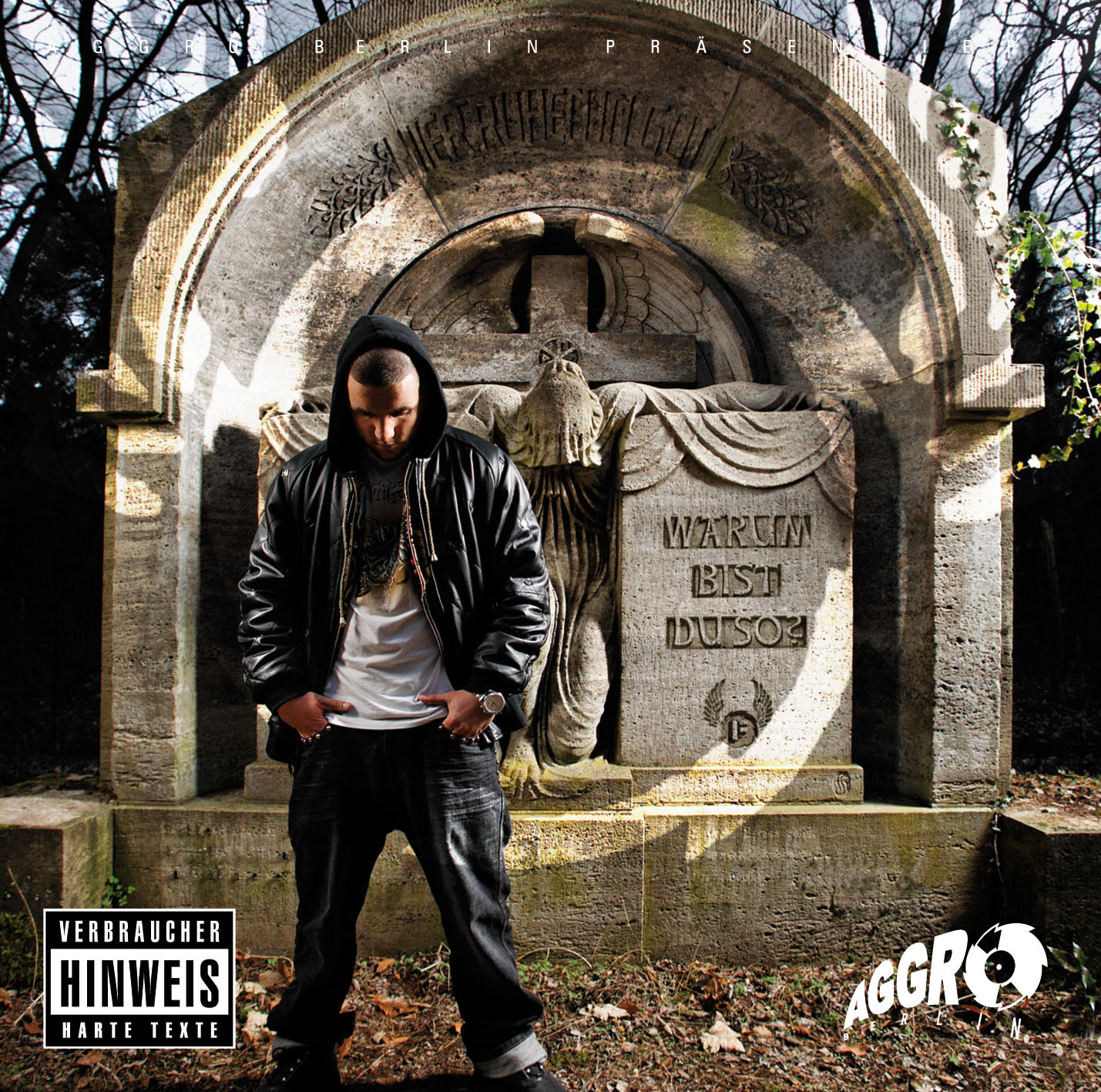
Cover der Single „Warum bist du so?“